# Богдановка (Зубово-Полянський район)
Богда́новка (рос. Богдановка, ерз. Богдановка) — село у складі Зубово-Полянського району Мордовії, Росія. Входить до складу Мордовсько-Полянського сільського поселення.
Населення — 19 осіб (2010; 26 у 2002).
Національний склад станом на 2002 рік:
- росіяни — 88 %